# Ondina Quadri
Pour les articles homonymes, voir Quadri.
Ondina Quadri, née le 13 mars 1994 à Fiesole (Italie), est une actrice italienne.

## Biographie
Ondina Quadri naît à Fiesole dans la région de la Toscane en 1994. Elle est la fille du monteur italien Jacopo Quadri (it) et la petite-fille de l'écrivain, critique de théâtre et journaliste italien Franco Quadri (it).
Elle débute au cinéma en 2014 en incarnant le personnage de la mythologie grecque Hermaphrodite dans le drame Amours et Métamorphoses (Amori e metamorfosi) de Yanira Yariv réalisé d'après le poème Métamorphoses d'Ovide.
En 2015, elle tient le premier rôle du film Arianna de Carlo Lavagna. Présenté à la Mostra de Venise 2015, ce film obtient plusieurs prix et Quadri remporte grâce à ce rôle les prix Fedeora et NuovoImaie Talent Award de la meilleure actrice débutante. Elle reçoit par la suite le Globe d'or de la meilleure actrice en 2016 pour cette prestation.
En 2016, elle donne la réplique à Fabrizio Rongione dans le drame italo-suisse Il Nido de Klaudia Reynicke.

## Filmographie

### Cinéma
- 2014 : Amours et Métamorphoses (Amori e metamorfosi) de Yanira Yariv : Hermaphrodite
- 2015 : Arianna de Carlo Lavagna : Arianna
- 2016 : Il Nido de Klaudia Reynicke : Cora
- 2018 : Capri-Revolution de Mario Martone : membre de la Commune
- 2018 : Im Bären (court-métrage) de Lilian Sanssanelli : Antonia
- 2018 : Nuits magiques (Notti magiche) de Paolo Virzi : la fille d'Eugenia
- 2020 : Havens (court-métrage) d'Elena Griggio : Eva
- 2021 : Piccolo corpo de Laura Samani : Lynx
- 2022 : Euridice, Euridice (court-métrage) de Lora Mure-Ravaud : Ondina
- 2022 : Flowing de Paolo Strippoli : Alice

## Distinctions
- Mostra de Venise 2015 : Prix Fedeora de la meilleure actrice débutante, Prix NuovoImaie Talent de la meilleure actrice italienne débutante pour Arianna
- Globes d'or 2016 : Globe d'or de la meilleure actrice pour Arianna
- Festival Chéries-Chéris 2021 : Prix d'interprétation avec Celeste Cescutti pour Piccolo corpo